# CasTY
casTY（キャスティ）は、株式会社キャスティ（吉本興業と東京電力との合弁会社）が運営していた、無料動画ポータルサイト。
名前は「Content Aggregate Service by TEPCO ＆ YOSHIMOTO」の頭文字を取ったもので、吉本興業と東京電力のパートナーシップのもと、コンテンツ収集・開発サービス事業を行うという意味で付けられた。

## 概要
2001年11月30日に吉本興業と東京電力の50%ずつの共同出資で株式会社キャスティが設立され、 2002年10月22日より、東京電力株式会社の光ファイバー接続サービス（FTTH）「TEPCOひかり」のコンテンツとしてサービスが開始された。TEPCOひかりユーザーには1Mbpsで配信し、他のインターネットサービスプロバイダで接続する一般ユーザーには56kbpsと256kbpsのビットレートで配信して差別化していた。
お笑い、アイドル、格闘技などの豊富な動画コンテンツを24時間365日、無料で楽しめた。 ひかり荘の生配信番組では、お笑い芸人やタレント、アイドルといったゲストが登場。ライブ動画と電子掲示板（BBS）を通じて配信者（ゲスト）と会話できる、独自のブロードバンドコミュニケーションサービスを展開。無料で視聴できたが、電子掲示板への書き込みには「casTYコミュユーザー登録（無料）」が必要だった。
ホームページを手軽に作成できる「マイホームページ」（ブログ機能搭載）や、自宅から映像配信ができる「ひかライブ」などツールが充実。
2007年1月1日、東京電力のTEPCOひかり事業がKDDIへ統合された（サービス名称も「ひかりone」に統一）。これにより2007年3月29日、（旧）TEPCOひかりユーザー専用サービスであった高画質（1Mbps以上）映像配信が終了、通常映像配信（256kbps）のみとなった。その一方で（旧）TEPCOひかりユーザーは100MB、その他ユーザーは30MBで提供していたストレージ容量が、全てのユーザーに対し100MBでの提供となった。
2008年1月15日、2008年2月29日正午をもって全サービスを終了すると発表した。

## コンテンツ
- ひかり荘
- ひかライブ（個人放送局）
- 風見しんごのひかりバラエティ
- casTYビデオ（24時間365日視聴可能動画）
- casTYブログ（マイホームページ）
- casTYマップβ
- casTYウーマン（女性向け情報）
- PRIDEひかり道
- TOKYO ひかり TOWN

## casTYブログ
casTYブログ（旧マイホームページのブログ機能）は2004年10月22日にベータ版が開始されたブログサービスである。
元々はマイホームページのブログ機能であったが、2005年4月1日にはマイホームページからブログ機能が分離されcasTYブログとなった。
2008年2月29日にcasTYの全サービスが終了されcasTYブログも終了となったが、casTYブログで開設していた著名人のブログは吉本興業が2008年2月1日より開設している「ラフブロ」で継続した。

### casTYブログを利用していた著名人
casTYブログを利用していた著名人には以下が存在した:
| - casTYブログ（タレント・俳優・ミュージシャン） - 阿井莉沙 - ALvino - 生稲晃子 - 池田聡 - 井手らっきょ - エンリケ - 風見しんご - 金山一彦 - 嘉門達夫 - KINYA（キンヤ） - さとう珠緒 - 沢田知可子 - jealkb（ジュアルケービー） - 田村英里子 - 寺田恵子 - 林家いっ平 - 前田耕陽 - 益子直美 - 美勇士（ミュウジ） - 山田雅人 - 吉野紗香 - 芳本美代子 | - casTYブログ（よしもと芸人） - 石田靖 - オリエンタルラジオ - ほっしゃん。 - NON STYLE - 西野亮廣 - ザ・プラン9 - 品川祐 - ケンドーコバヤシ - 山田花子 - 千原兄弟 - 2丁拳銃 - だいたひかる - 亀山房代 - 笑福亭松之助 - 佐久間一行 - 木部信彦 - 川田広樹 - あべこうじ - 島田珠代 - バッファロー吾郎 - POISON GIRL BAND - ハローバイバイ - カリカ - 宮川大輔 等々 - casTYブログ（業界人） - 渡辺鐘 - 水野しげゆき - パジャマとりや |